# Surułowka
Surułowka (ros. Суруловка) – wieś (sieło) w Rosji, w obwodzie uljanowskim, w rejonie nowospaskim. W 2021 liczyła 587 mieszkańców.